# Juraj Gedra
Juraj Gedra (* 25. února 1986) je slovenský politik, od října 2023 ředitel Úřadu vlády Slovenské republiky. 

## Životopis
Narodil se v únoru 1986. Vystudoval právo a získal titul doktora práv. Tou dobou se angažoval také v mládežnické organizaci strany SMER-SD Mladí sociálni demokrati a v roce 2013 se stal předsedou této organizace, když ve funkci nahradil Andreje Kolesíka. Během své kariéry byl Gedra zároveň Kolesíkovým poslaneckým asistentem a také asistentem poslance Antona Martvoňa.  
V dubnu 2012 začal Gedra působit jako člen Výkonného výboru státního Fondu národného majetku a stal se ředitelem sekce výkonu akcionářských práv. Později pracoval ve státní firmě MH Management. V roce 2017 byl odvolán z funkce člena předstevenstva společnosti v souvislosti s kauzou nepřiměřené finanční odměny pro advokáta Radomíra Bžána. V souvislosti s touto kauzou byl v roce 2022 obviněn slovenskou policií.
V parlamentních volbách v roce 2023 kandidoval na 18. místě kandidátní listiny strany SMER-SD. Získal 2 688 preferenčních hlasů a byl zvolen poslancem Národní rady. V souvislosti s nově vzniklou vládou Roberta Fica nicméně Fico Gedru jmenoval ředitelem Úřadu vlády Slovenské republiky. Ve funkci tak nahradil Michala Luciaka, který ve funkci setrval pouhých pět měsíců za doby vlády Ľudovíta Ódora. Gedra tedy svůj mandát poslance neuplatnil, jeho nástupcem se stal Jaroslav Mego.
Na jaře 2024 byl obviněn speciální prokuraturou z porušování povinností při správě veřejného majetku a z machinací s veřejnými zakázkami v souvislosti s novými zjištěními v kauze z roku 2017. Gedra podal proti obvinění stížnost, ale generální prokuratura stížnost zamítla. Denník N v červnu 2025 uvedl, že Gedrovi byl "zablokován byt".
Server Seznam Zprávy v červenci 2025 uvedl, že Gedra začal využívat služební vůz, na který podle předpisů vůbec nemá nárok. Téhož měsíce se Gedra dostal do pozornosti médií poté, co Úřadu vlády umožnil zorganizovat na svém pozemku slavnostní recepci ruské ambasády. Sám Gedra se vyjádřil tak, že šlo o standardní pronájem prostor za plnou cenu jako jakémukoliv jinému nájemci.